# Shun Oguri
Shun Oguri (jap. 小栗 旬 Oguri Shun; ur. 26 grudnia 1982 w Kodairze) – japoński aktor, seiyū i reżyser filmowy.

## Filmografia

### Seriale telewizyjne
| Rok  | Tytuł                                                           | Rola                     | Uwagi                           |
| ---- | --------------------------------------------------------------- | ------------------------ | ------------------------------- |
| 1995 | Hachidai Shogun Yoshimune                                       | Munemoto Tokugawa        | Jidaigeki                       |
| 1995 | Kaiki Club                                                      |                          |                                 |
| 1996 | Hideyoshi                                                       |                          | Taiga drama                     |
| 1996 | Shōri no Megami                                                 |                          |                                 |
| 1997 | Sore Ga Kotae Da!                                               |                          |                                 |
| 1998 | Great Teacher Onizuka                                           | Noboru Yoshikawa         |                                 |
| 2000 | Aoi Tokugawa Sandai                                             |                          | Taiga drama                     |
| 2000 | Ikebukuro West Gate Park                                        | Yoshikazu                | odc. 2 cameo                    |
| 2000 | Summer Snow                                                     | Jun Shinoda              |                                 |
| 2000 | Ashita wo Dakishimete                                           |                          |                                 |
| 2000 | Henshūō                                                         |                          |                                 |
| 2001 | X Sensei                                                        | Tekuri Hamazaki          |                                 |
| 2001 | Pure Soul                                                       | Manabu Takahara          |                                 |
| 2001 | Cherry                                                          | Hiroshi Yamazaki         |                                 |
| 2001 | Heart                                                           |                          |                                 |
| 2001 | Ao to Shiro de Mizuiro                                          | Takumi Kishida           | Television special              |
| 2002 | Gokusen                                                         | Haruhiko Uchiyama (Uchi) |                                 |
| 2003 | Tengoku no Daisuke e                                            | Daisuke Sato             | Television special              |
| 2003 | Okaasan to Issho                                                | Kensuke Aramaki          |                                 |
| 2003 | Gokusen Special                                                 | Haruhiko Uchiyama (Uchi) | Television special              |
| 2003 | Stand Up!!                                                      | Kōji Enami               |                                 |
| 2004 | Fire Boys                                                       | Ken Yazawa               | odc. 2 cameo                    |
| 2004 | Hungry Kid                                                      |                          | czteroodcinkowa drama           |
| 2005 | Taika no Kaishin as Nakano Oenomiko                             | Ōenomiko Nakano          | dwuodcinkowa drama              |
| 2005 | Kyumei Byoto 24 Ji 3                                            | Kazuya Kono              |                                 |
| 2005 | Aikurushii                                                      | Jun’ichi Yaguchi         |                                 |
| 2005 | Yoshitsune                                                      | Kagesue Kajiwara         | Jidaigeki                       |
| 2005 | Koto                                                            | Shinichi Mizuki          | Television special              |
| 2005 | Hontō ni Atta Kowai Hanashi                                     |                          | Weekly television special       |
| 2005 | Densha Otoko                                                    | Munetaka Minamoto        |                                 |
| 2005 | 24 no Hitomi                                                    |                          |                                 |
| 2005 | Hana Yori Dango                                                 | Rui Hanazawa             | Fuji TV                         |
| 2006 | El Poporazzi ga Yuku!!                                          |                          |                                 |
| 2006 | Yūki                                                            | Hama                     | Television special              |
| 2006 | Densha Otoko Deluxe                                             | Munetaka Minamoto        |                                 |
| 2006 | Kudō Shin’ichi e no chōsenjō: Sayonara made no prologue         | Shin’ichi Kudō           | główna rola, television special |
| 2007 | Hana Yori Dango Returns                                         | Rui Hanazawa             |                                 |
| 2007 | Hanazakari no kimitachi e                                       | Izumi Sano               |                                 |
| 2007 | Kudō Shin’ichi no fukkatsu! Kuro no soshiki to no confrontation | Shin’ichi Kudō           | główna rola, television special |
| 2008 | Binbo Danshi                                                    | Kazumi Koyama            | główna rola                     |
| 2008 | Yume o kanaeru zo                                               | Kohei Nogami             | główna rola                     |
| 2008 | Hanazakari no Kimitachi e Special                               | Izumi Sano               | drama & television special      |
| 2009 | Tenchijin                                                       | Mitsunari Ishida         | Jidaigeki                       |
| 2009 | Smile                                                           | Seiji Hayashi            |                                 |
| 2009 | Tokyo DOGS                                                      | So Takakura              | główna rola                     |
| 2010 | Wagaya no Rekishi                                               | Takakura Ken             | rola specjalna                  |
| 2010 | Jūi Dolittle                                                    | Ken’ichi Tottori         | główna rola                     |
| 2012 | Rich man poor woman                                             | Tōru Hyūga               | główna rola                     |

### Filmy
| Rok  | Tytuł                                                    | Rola                         | Uwagi                          |
| ---- | -------------------------------------------------------- | ---------------------------- | ------------------------------ |
| 1999 | Shiawase Kazoku Keiga                                    | Hirose                       |                                |
| 2002 | Hitsuji no Uta                                           | Takashiro                    |                                |
| 2003 | Azumi                                                    | Nachi                        |                                |
| 2003 | Robot Contest                                            | Kōichi Aida                  |                                |
| 2003 | Spring Story                                             |                              |                                |
| 2004 | Haken Kuroitsu no Tsubasa                                | Rikuo                        |                                |
| 2004 | Is. A                                                    | Yuya Kaitsu                  |                                |
| 2005 | The Neighbor No. Thirteen                                | Murasaki Jūzō                |                                |
| 2005 | Azumi 2: Death or Love                                   | Ginkaku                      |                                |
| 2005 | Life on the Long Board                                   | Kenta                        |                                |
| 2005 | Reincarnation                                            | Kazuya Onishi                |                                |
| 2006 | Gigolo Wannabe                                           | Ryohei                       |                                |
| 2006 | Ghost Train                                              | Shunichi                     |                                |
| 2007 | Sakuran                                                  | Florist                      | cameo                          |
| 2007 | Kisaragi                                                 | Iemoto                       |                                |
| 2007 | Sukiyaki Western Django                                  | Akira                        |                                |
| 2007 | Crows Zero                                               | Genji Takiya                 | główna rola                    |
| 2007 | Surf’s Up                                                | Cody Maverick                | główna rola (japoński dubbing) |
| 2008 | Hana Yori Dango Final                                    | Rui Hanazawa                 |                                |
| 2008 | Hebi ni Piasu                                            |                              | cameo                          |
| 2008 | Crows Zero 2                                             | Genji Takiya                 | główna rola                    |
| 2009 | Gokusen: The Movie                                       | Haruhiko Uchiyama (Uchi)     |                                |
| 2009 | Tajomaru                                                 | Hatakeyama Naomitsu/Tajomaru |                                |
| 2010 | Surely Someday                                           | policjant B                  | cameo/reżyser                  |
| 2010 | Bayside Shakedown 3: Set the Guys Loose                  | Seiichi Torikai              |                                |
| 2011 | Gaku                                                     | Sanpo Shimazaki              | główna rola                    |
| 2012 | Kitsutsuki to Ame                                        | Kōichi                       |                                |
| 2012 | Ucha Kyodai (Space Brothers: Let’s Go to Space, Brother) | Nanba Mutta                  |                                |
| 2012 | Arakawa Under the Bridge: The Movie                      | przywódca wioski Sonchō      |                                |

### Anime
| Rok  | Tytuł                                | Rola                 | Uwagi       |
| ---- | ------------------------------------ | -------------------- | ----------- |
| 2005 | Conqueror of Shamballa               | Alfons Heiderich     |             |
| 2006 | Jyu-Oh-Sei                           | „Third”/Sigurd Heiza |             |
| 2006 | Dōbutsu no Mori                      | Totakeke             |             |
| 2007 | Wangan Midnight                      | Akio Asakura         | główna rola |
| 2008 | Highlander: The Search for Vengeance | Colin MacLeod        | główna rola |
| 2010 | Rainbow: Nisha Rokubou no Shichinin  | Mario Minakami       | główna rola |
| 2012 | Guskō Budori no Denki                | Budori               | główna rola |

## Życie prywatne
14 marca 2012 Shun Ogura zawarł związek małżeński z Yū Yamadą, z którą ma trójkę dzieci.